# المشروع الاتحادي رقم واحد

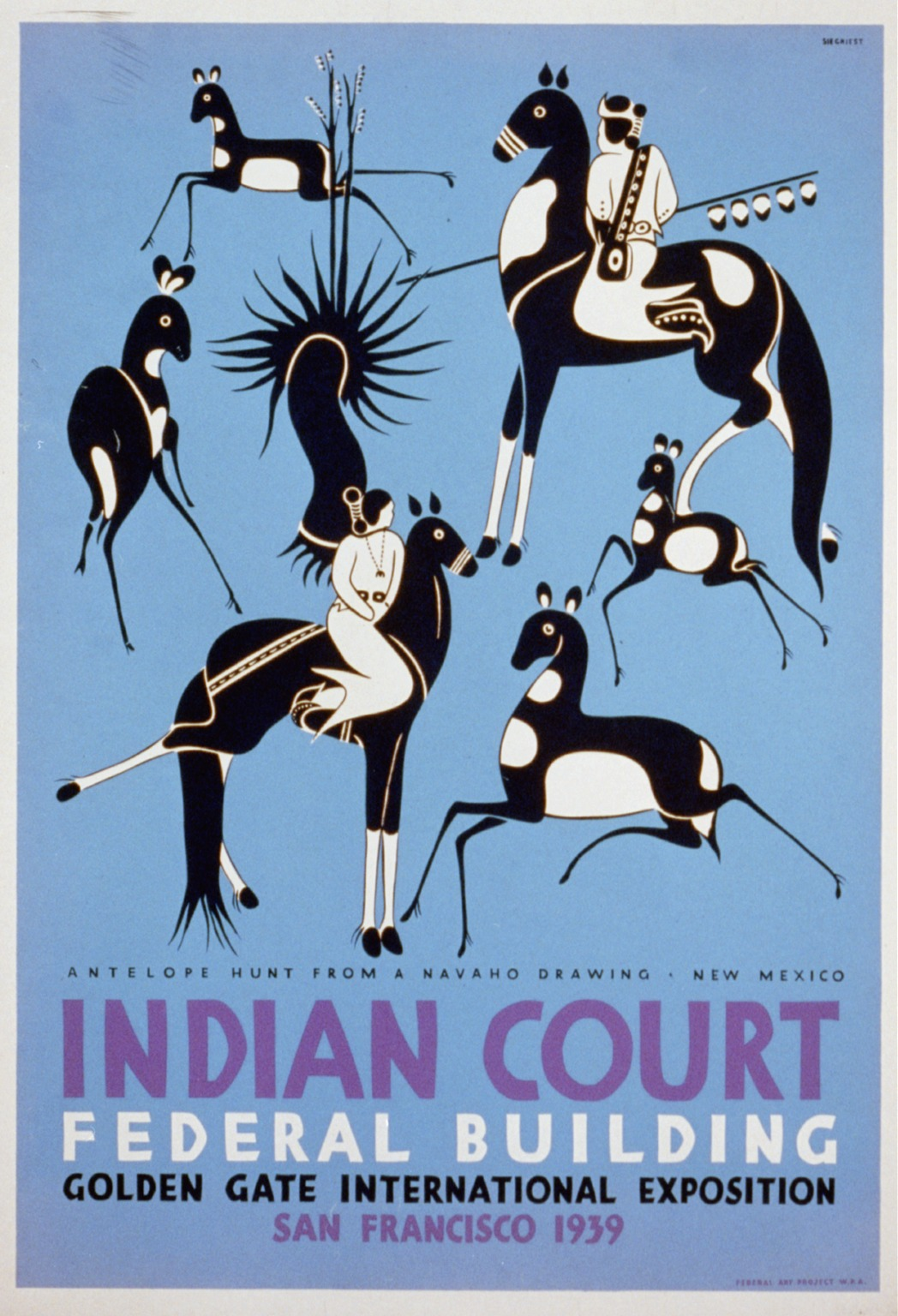
ملصق WPA

المشروع الاتحادي رقم واحد أو المشروع الفيدرالي رقم واحد المعروف أيضًا باسم فيديرال ون، هو الاسم الجماعي لمجموعة من المشاريع تحتً WPA «إدارة تقدم الأعمال» وهو برنامج من «الصفقة الجديدة» في الولايات المتحدة. من مبلغ 4.88 مليار دولار الذي خصصه قانون مخصصات الإغاثة في حالات الطوارئ لعام 1935 تمت الموافقة على 27 مليون دولار لتوظيف الفنانين والموسيقيين والممثلين والكتاب بموجب المشروع الفيدرالي رقم واحد لـ WPA. في بدايته استخدم المشروع الفيدرالي رقم واحد ما يصل إلى 40 ألف كاتب وموسيقي وفنان وممثل لأنه كما قال وزير التجارة هاري هوبكنز «بحق الجحيم، عليهم أن يأكلوا أيضًا». كان لهذا المشروع مبدأين رئيسيين: (1) يحق للفنان في وقت الحاجة كما يحق للعامل اليدوي العمل كفنان على النفقة العامة و (2) أن الفنون والتي لا تقل عن الأعمال التجارية والزراعة والعمل يجب أن يكون الشغل الشاغل للكومنولث المثالي.
كانت الأقسام الخمسة في فيديرال ون هي:
- مشروع الفنون الفيدرالية
- مشروع الموسيقى الفيدرالي
- مشروع المسرح الفيدرالي
- مشروع الكتاب الفيدراليين
- مسح السجلات التاريخية (في الأصل جزء من مشروع الكتاب الفيدراليين)

كان من المفترض أن تعمل جميع المشاريع دون تمييز فيما يتعلق بالعرق أو المعتقد أو اللون أو الدين أو الانتماء السياسي.
انتهى المشروع الفيدرالي رقم واحد في عام 1939 عندما تم إلغاء المشروع المسرحي تحت ضغط من الكونجرس وطُلب من المشاريع الأخرى الاعتماد على تمويل الدولة والرعاية المحلية.

## الجدل
عارض الكثير من الناس تدخل الحكومة في الفنون. كانوا يخشون من أن التمويل الحكومي والنفوذ سيؤدي إلى الرقابة وانتهاك حرية التعبير. اعتقد أعضاء لجنة الأنشطة غير الأمريكية في مجلس النواب أن الشيوعيين اخترقوا البرنامج.
ومع ذلك وقع فرانكلين روزفلت بدعم من إليانور روزفلت الأمر التنفيذي لإنشاء هذا المشروع لأن الحكومة أرادت أن تدعم (كما ذكرت مجلة فورتشن) «نوع المادة الثقافية الخام - المادة الخام للعمل الإبداعي الجديد - التي هي ضرورية جدًا للفنانين وخاصة للفنانين في بلد جديد».

## الإرث

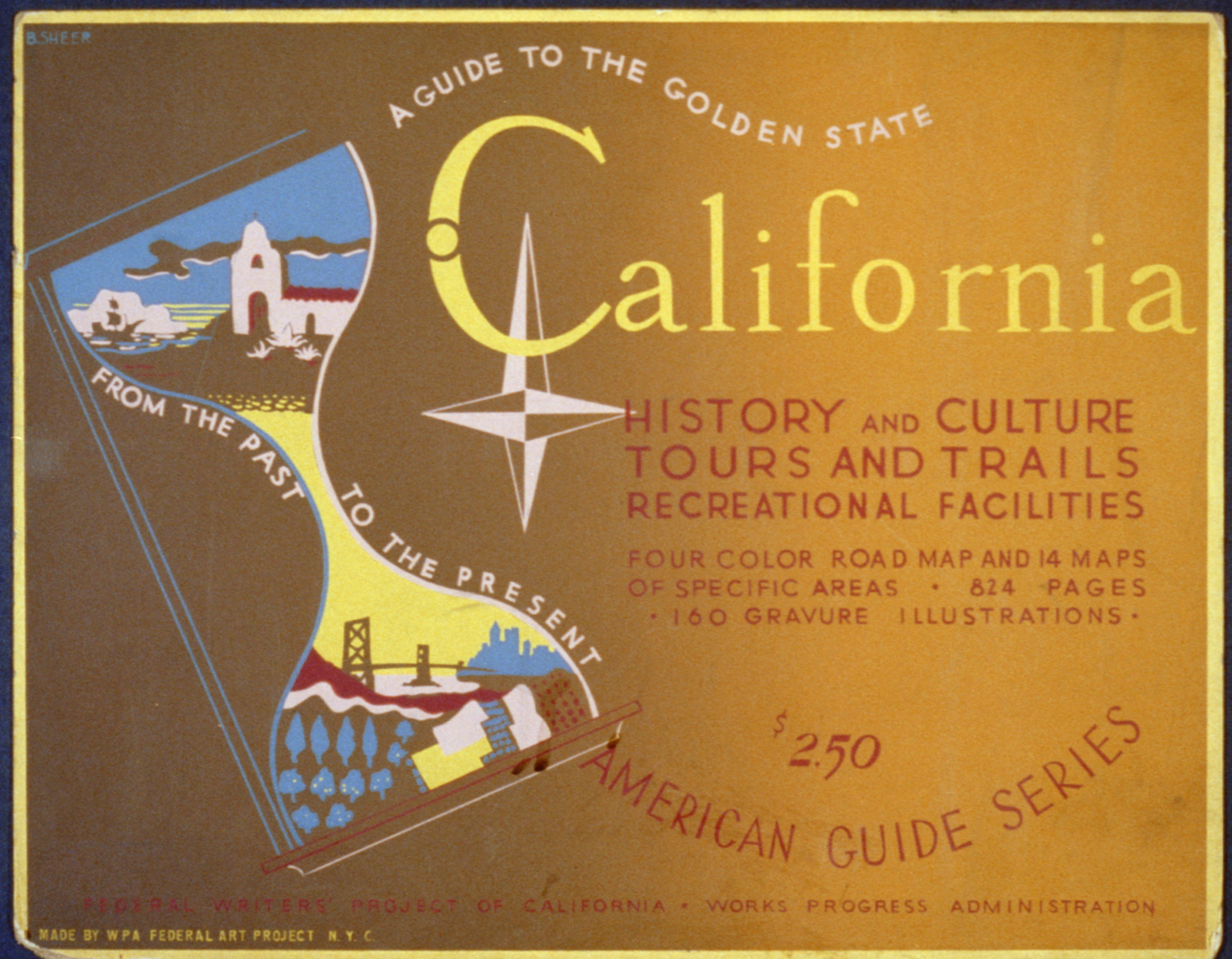
مثال على أحد كتب مشروع الكتاب الفيدراليين.

كما ذكر سابقًا وظفت شركة فيديرال ون 40 ألف كاتب وموسيقي وفنان وممثل في ذروتها، وتضمن مشروع Federal Writers«كتاب فيديرال» حوالي 6500 شخصًا على رواتب WPA. استفاد الكثير من الناس من هذه البرامج وأصبح بعض كتاب برنامج FWP مشهورين مثل جون ستاينبيك وزورا نيل هيرستون. اعتبر هؤلاء الكتاب من الكتاب الفيدراليين. علاوة على ذلك نشرت هذه المشاريع أيضًا كتبًا مثل New York Panorama «نيويورك بانوراما» و WPA Guide to New York City «دليل WPA لمدينة نيويورك».